# Diecezja Conversano-Monopoli
Diecezja Conversano-Monopoli (wł. Diocesi di Conversano-Monopoli, łac. Dioecesis Conversanensis-Monopolitana) – diecezja Kościoła łacińskiego w południowych Włoszech, w metropolii Bari-Bitonto w Apulii. W dzisiejszej postaci została utworzona podczas reformy administracyjnej Kościoła we Włoszech, przeprowadzonej w 1986 roku. Połączono wówczas istniejącą od V wieku diecezję Conversano oraz ustanowioną w XI wieku diecezję Monopoli.